# Polystroma adumbrata
Polystroma adumbrata là một loài bướm đêm trong họ Geometridae.